# Cymbopetalum penduliflorum
Cymbopetalum penduliflorum (Dunal) Baill. – gatunek rośliny z rodziny flaszowcowatych (Annonaceae Juss.). Występuje naturalnie w Meksyku, Belize, Gwatemali oraz Salwadorze. 

## Morfologia
PokrójZimozielone drzewo lub krzew dorastające do 5–15 m wysokości.
LiścieMają kształt od eliptycznego do podłużnego. Mierzą 11–17 cm długości oraz 3,1–6 cm szerokości. Nasada liścia jest rozwarta. Liść na brzegu jest całobrzegi. Wierzchołek jest ostry lub spiczasty. Ogonek liściowy jest owłosiony i dorasta do 2–4 mm długości.
KwiatyZebrane w pęczki. Rozwijają się w kątach pędów. Działki kielicha mają owalny kształt i dorastają do 6–10 mm długości. Płatki mają owalny kształt i osiągają do 17–32 mm długości. Kwiaty mają 14–21 słupków.
OwocePojedyncze. Mają cylindryczny kształt. Osiągają 40–65 mm długości.

## Biologia i ekologia
Rośnie w lasach. Występuje na wysokości od 1200 do 1400 m n.p.m.